# Bismarck-Nationaldenkmal (Berlin)

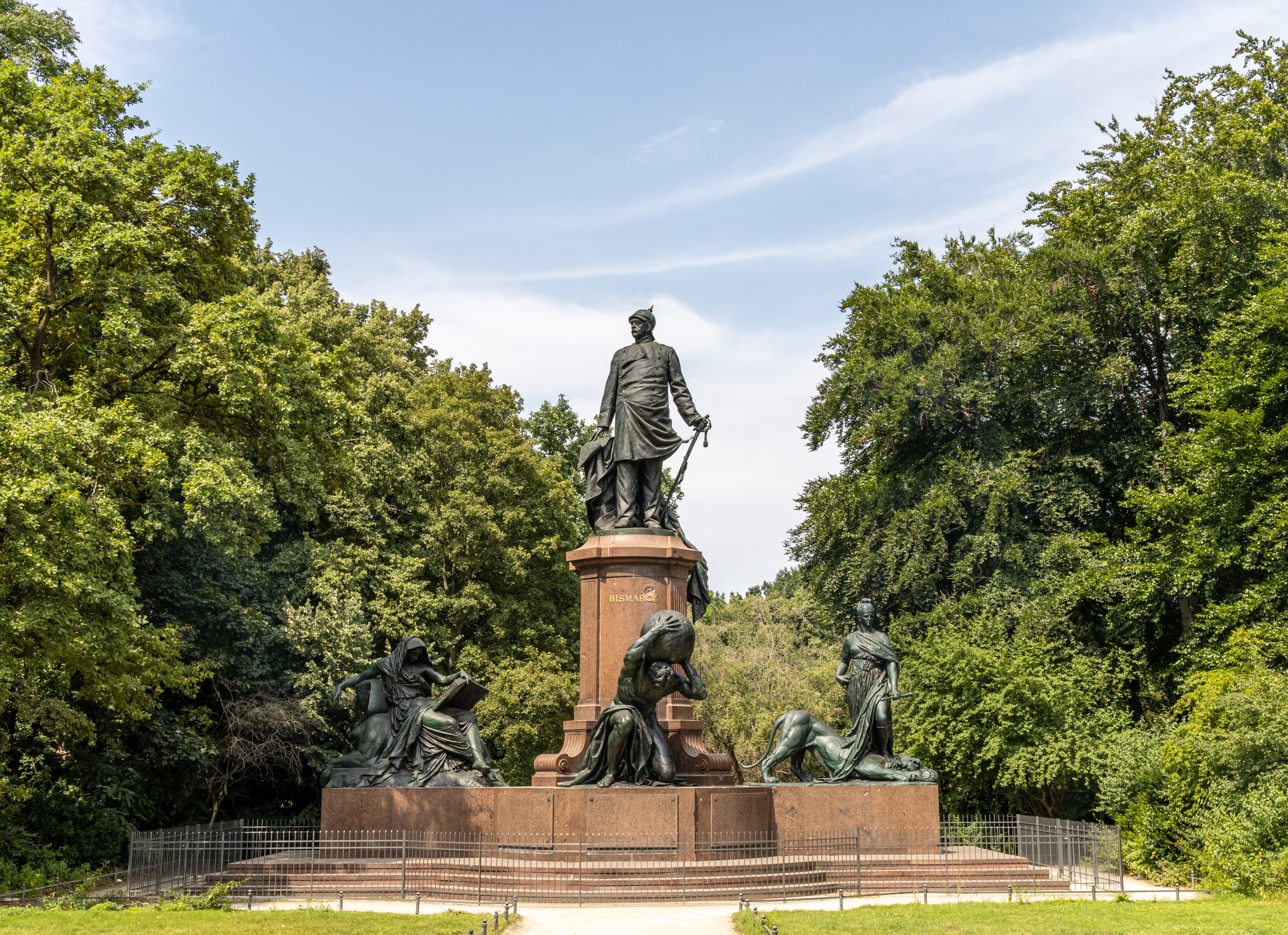
Bismarck-Nationaldenkmal

Das Bismarck-Nationaldenkmal am nördlichen Rand des Großen Sterns im Großen Tiergarten erinnert an den ersten deutschen Reichskanzler Otto von Bismarck. In den Jahren 1897–1901 von Reinhold Begas im Stil des Neobarock ursprünglich auf dem Königsplatz vor dem Reichstagsgebäude errichtet, wurde es 1938–1939 zusammen mit den Denkmälern Roons und Moltkes sowie der Siegessäule an den heutigen Standort versetzt. Das Monument gehört zu den Meisterwerken der Berliner Bildhauerschule und den bedeutendsten Bismarckdenkmälern Deutschlands. Es ist mit Ausnahme der seit 1958 verschollenen Sockelreliefs erhalten.

## Geschichte

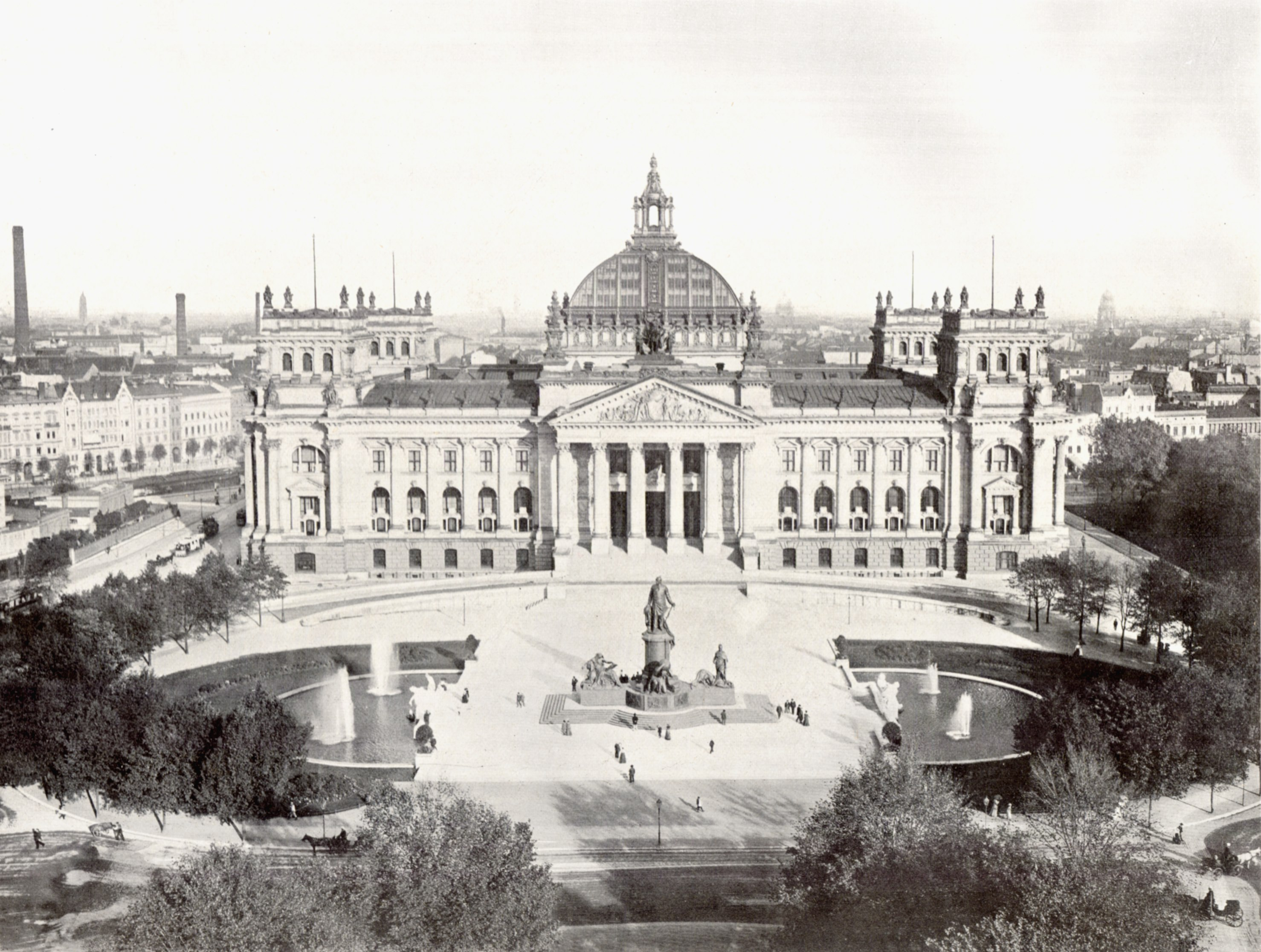
Gesamtansicht des Denkmals, um 1900

Nach einem fehlgeschlagenen Wettbewerb mit über 90 Teilnehmern erhielt der Bildhauer Reinhold Begas den Auftrag zur Errichtung des Bismarck-Nationaldenkmals auf dem östlichen Teil des Königsplatzes vor dem Reichstag. Die 15 Meter hohe, 20 Meter breite und 12 Meter tiefe Denkmalanlage, ursprünglich seitlich eingefasst von zwei halbkreisförmigen Wasserbecken mit Springbrunnen und einer Tritonen- und einer Najadengruppe aus Sandstein von Ludwig Cauer, wurde zwischen 1897 und 1901 errichtet. Die feierliche Einweihung fand am 16. Juni 1901 statt.
Im Rahmen der von Albert Speer geplanten Nord-Süd-Achse für die „Welthauptstadt Germania“ wurde das Bismarck-Nationaldenkmal 1938 zusammen mit der Siegessäule, den Figuren der Siegesallee und den Denkmälern von Albrecht von Roon und Helmuth Karl Bernhard von Moltke an die nördliche Seite des Großen Sterns versetzt. Nach den Planungen sollte hier ein Forum des Zweiten Reiches, also des Kaiserreichs von 1871 entstehen. Bei der Wiederaufstellung wurde der Abstand der Nebenfiguren vom Hauptpostament um ungefähr einen Meter verringert und die Zahl der Stufen des Unterbaus von sieben auf drei reduziert. Dies schadete dem Verhältnis der einzelnen Figuren untereinander und der Gesamtwirkung des Denkmals.
Bei der Restaurierung des Denkmals 1958–1960 wurden die sechs Bronzereliefs des Unterbaus abgenommen und nicht wieder angebracht, der Verbleib ist dem Berliner Landesdenkmalamt nicht bekannt. Sie sind durch neutrale Platten aus rotem Granit ersetzt. Bei der letzten Restaurierung im Jahr 2015 wurde ein Ziergitter angebracht, die fehlenden Sockelreliefs wurden bisher allerdings nicht wiederhergestellt. Von allen Sockelreliefs sind Fotos für eine mögliche Nachbildung erhalten.

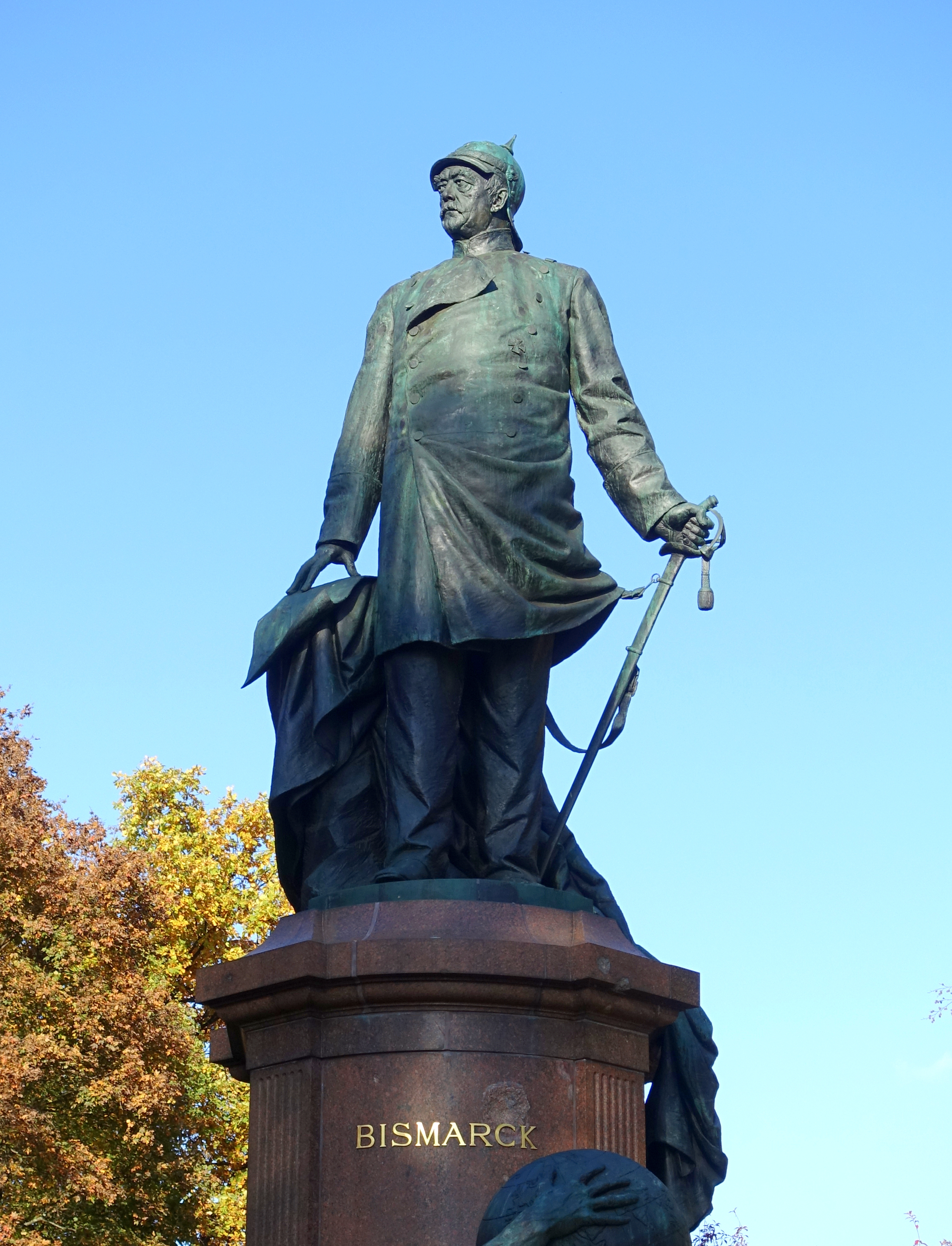
Statue Bismarcks
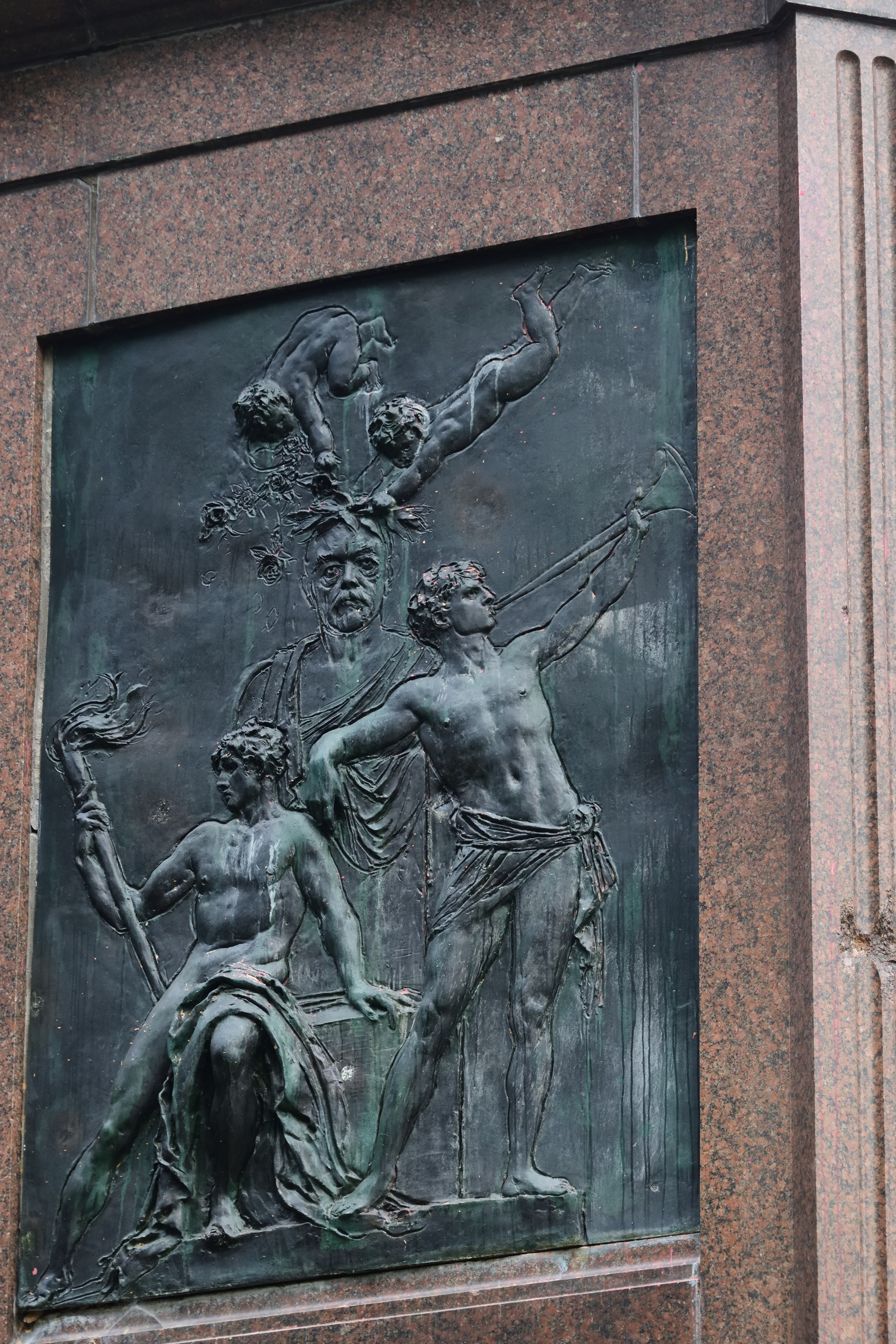
Wangenrelief auf der linken Seite
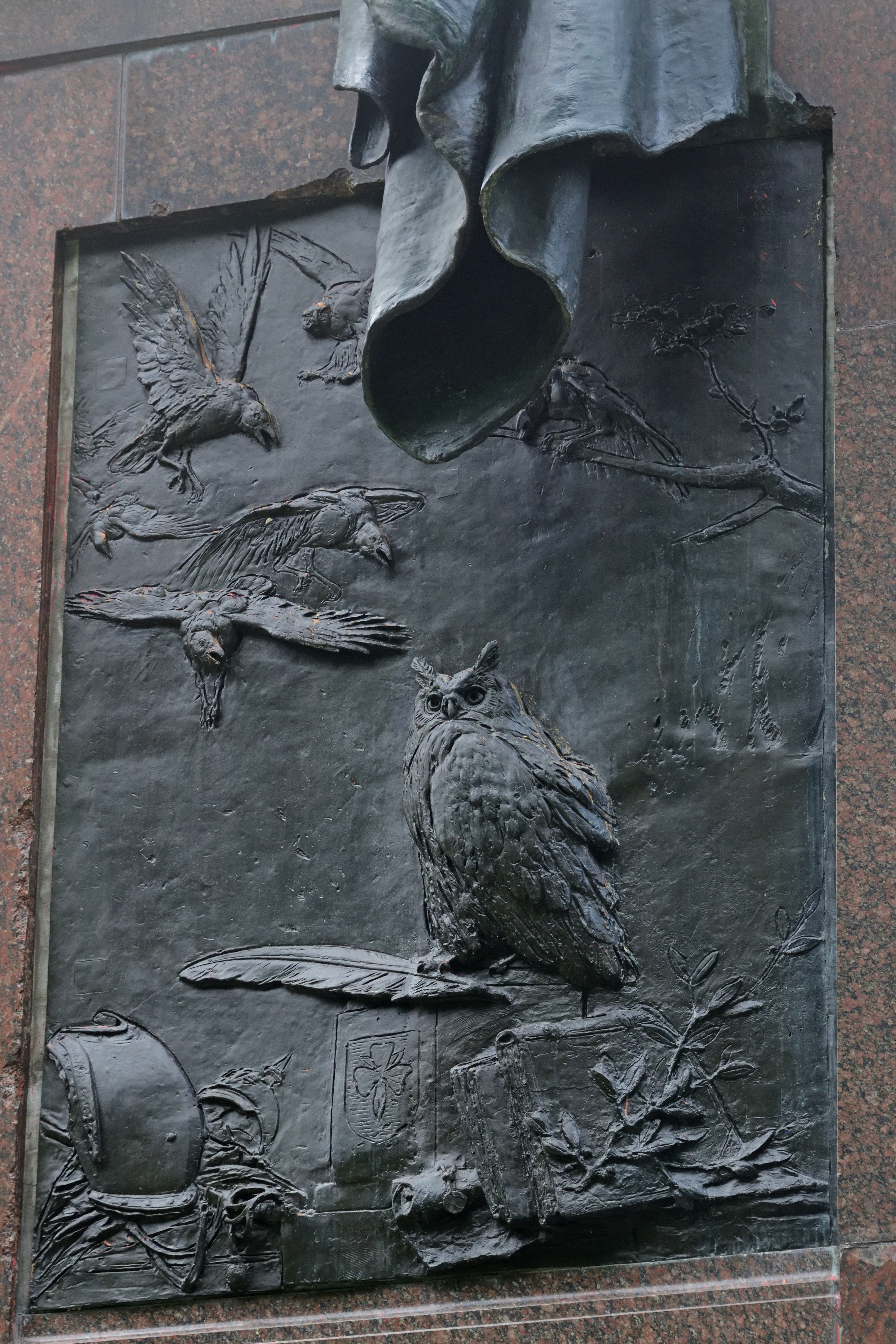
Wangenrelief auf der rechten Seite
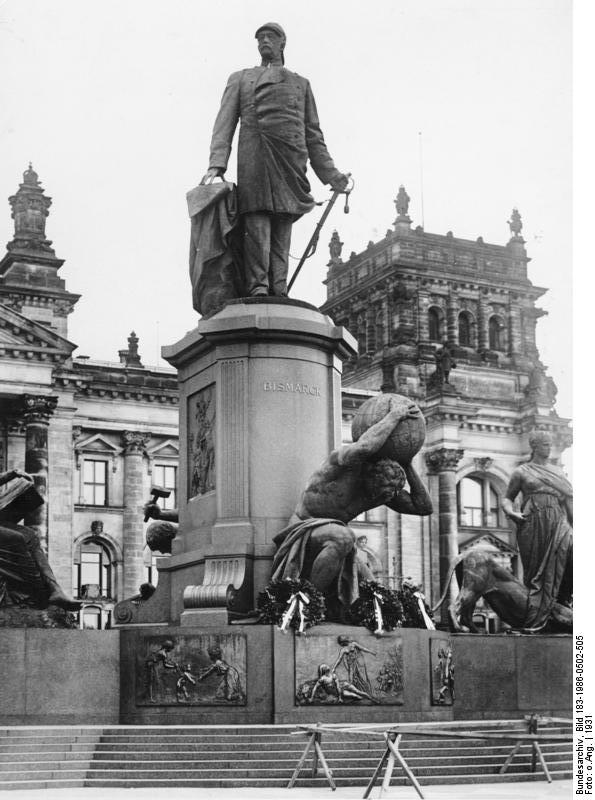
Nicht erhaltene Sockelreliefs

## Beschreibung

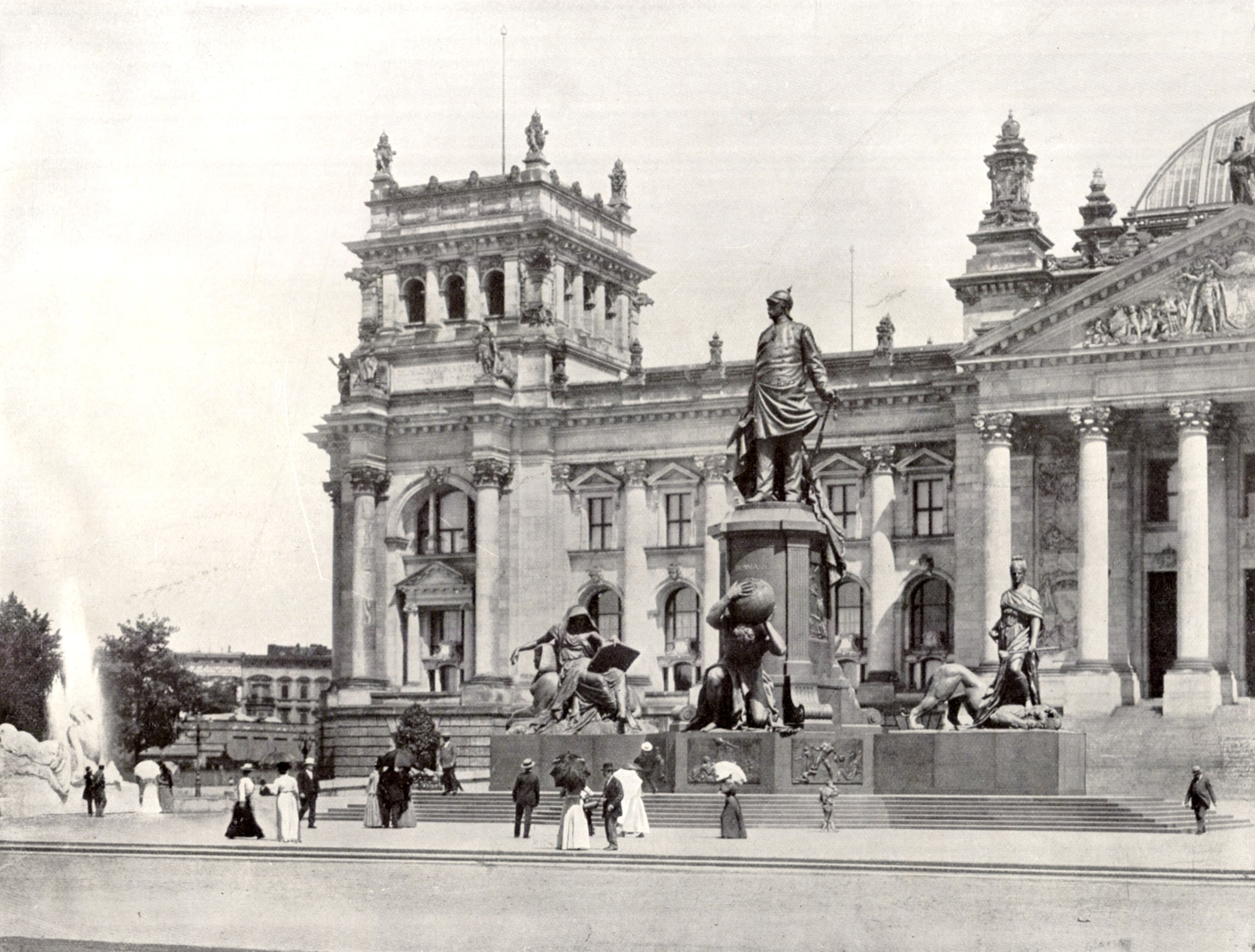
Detailansicht des Denkmals, um 1900

Der Sockel aus poliertem roten Granit trägt die 6,6 Meter hohe Bronzefigur Otto von Bismarcks in der Uniform der „Halberstädter Kürassiere, wie er im alten Reichstag zu erscheinen pflegte“. Die linke Hand hält er fest um den Griff des Pallaschs, die rechte Hand ruht auf der Urkunde der Reichsgründung. „Unbeugsame Willenskraft spricht aus der kraftvollen Haltung und dem Ausdruck der blitzenden Augen“, wie Griebens Reiseführer Berlin und Umgebung 1909 schreibt. Vorn trägt der Sockel die einfache Inschrift „Bismarck“, hinten die Widmung „Dem ersten Reichskanzler das Deutsche Volk 1901“. An der rechten Wange des Sockels zeigt ein Bronzerelief einen Jüngling mit Fackel und einen Jüngling mit Fanfare vor der Herme Bismarcks, die darüber schwebende Genien mit Blumen schmücken. Auf dem Relief der linken Wange wird eine Eule mit Federkiel in den Klauen von Raben und Krähen umkreist.
Die vier Figuren um den Hauptsockel stehen für die seinerzeitige Heroisierung Bismarcks zu einem Übermenschen, der nicht mehr durch die Hauptfigur allein abgebildet werden konnte, sondern durch weitere Figuren erläutert wurde. Vor dem Sockel kniet auf dem Unterbau vorn ein Atlas, die Weltkugel auf dem Rücken tragend, „Bismarcks Titanenkraft andeutend“ und ein „Symbol der erdumspannenden Größe Bismarcks“. Hinten kniet Siegfried, das (Reichs)-Schwert schmiedend, „mit dem Bismarck des Reiches Feinde bezwungen“. Auf der linken Seite des Unterbaus reitet eine Sibylle, auch als Allegorie der Staatsweisheit gedeutet, auf dem Rücken einer Sphinx, ins Buch der Geschichte schauend, das sie in ihrer linken Hand hält als „Symbol der geistigen Bedeutung Bismarcks“. Auf der rechten Seite des Unterbaus drückt eine weibliche Herrschergestalt mit Zepter und Krone, vermutlich Germania oder eine Allegorie der Staatsgewalt, den Leoparden der Zwietracht und des Aufruhrs mit dem Fuß nieder, was die „unbezwingliche Kraft“ Bismarcks symbolisiert. Der Leopard ist ein Frühwerk von August Gaul, einem Schüler Reinhold Begas’.
An den beiden Ausbuchtungen des Unterbaus zeigten bis 1958 drei Reliefs auf der Vorderseite die Vorbereitung zur Reichsgründung 1871. Im linken Relief Wie Deutschland laufen lernt unterweist die Mutter einen pausbäckigen Jungen – vermutlich den Deutschen Michel – am Gängelband in der Kunst des Laufens. Im mittleren Relief Wie Deutschland erwacht weckt eine Frauengestalt den mit Zipfelmütze und Pantoffeln auf einem Bärenfell schlafenden Deutschen Michel und weist auf das im Hintergrund lauernde Heer der anderen Völker. Das rechte Relief Deutschland als junger Herkules zeigte den Deutschen Michel im siegreichen Kampf. Auf der Rückseite stellten drei weitere Reliefs Die Vollendung des Bismarckschen Werkes dar. Im linken Relief eilt Germania triumphierend auf dem Siegeswagen heim, ein Jüngling stürmt mit der frohen Botschaft voran. Das mittlere Relief zeigte die thronende Germania, die sich flankiert von Allegorien der Arbeit und der Kunst die Kaiserkrone auf das Haupt setzt. Im letzten Relief schließlich steigt Germania von der Quadriga herab und bringt dem Volk die Segnungen des Friedens.

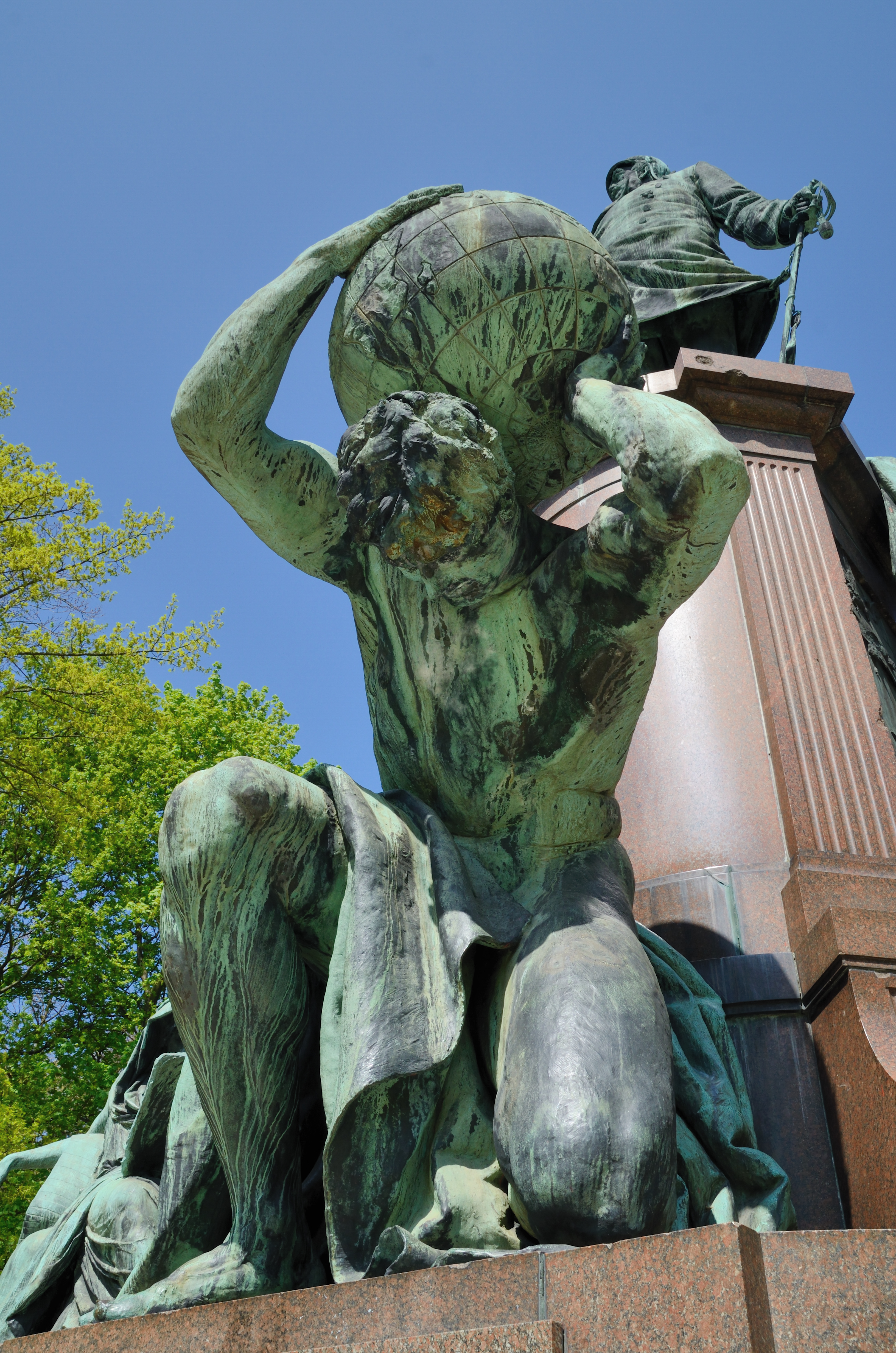
Atlas auf der Vorderseite
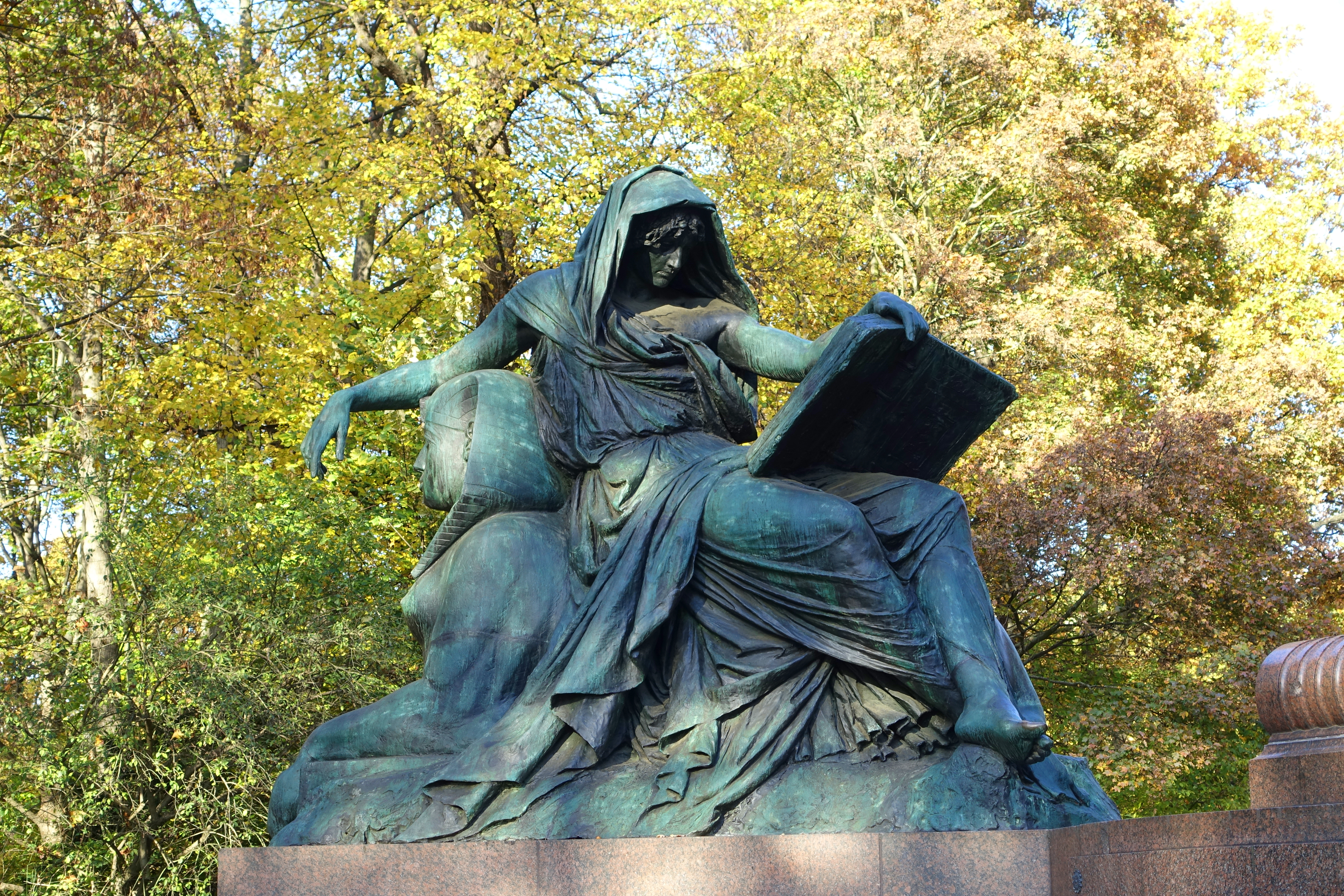
Sibylle auf der linken Seite
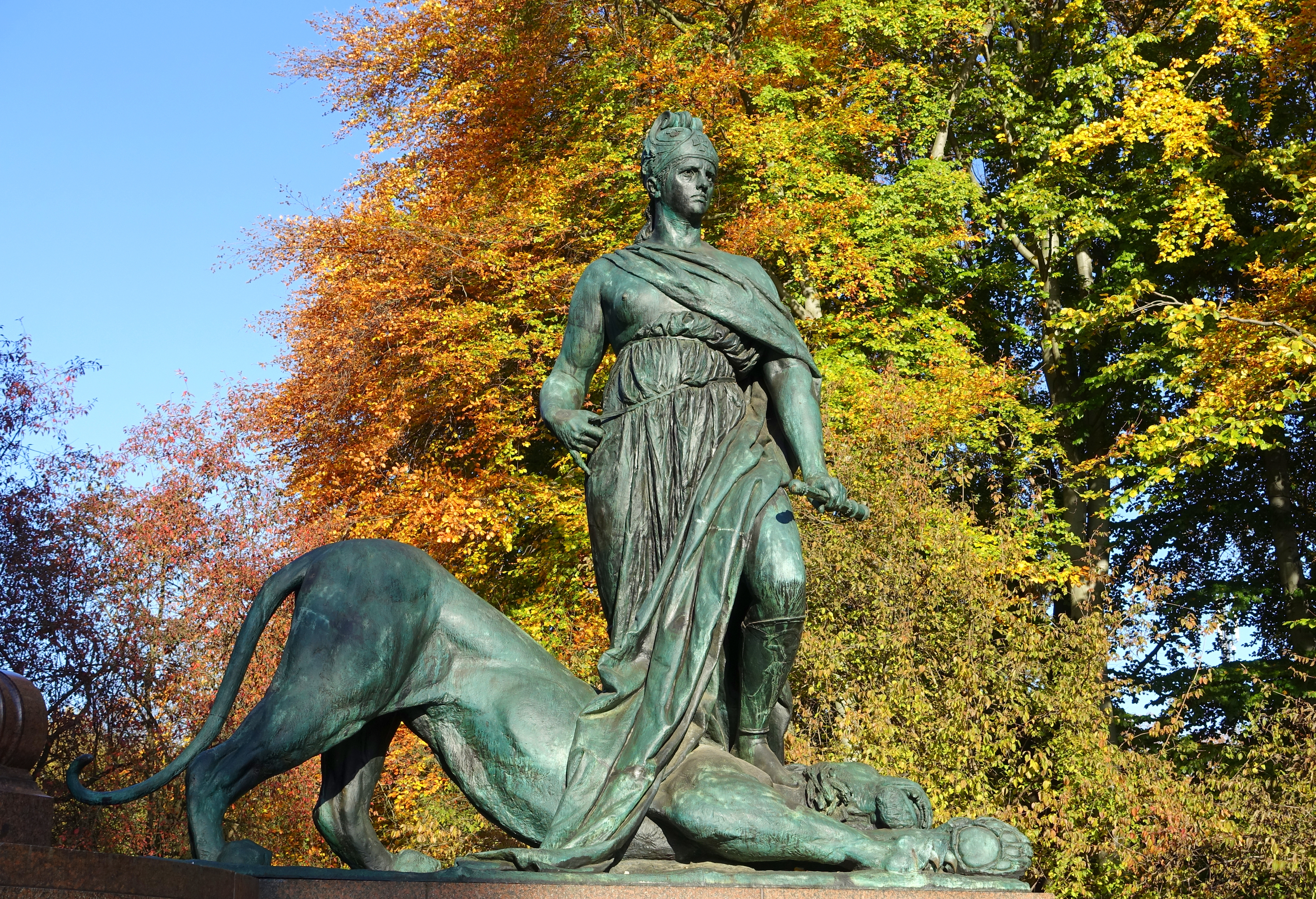
Germania auf der rechten Seite
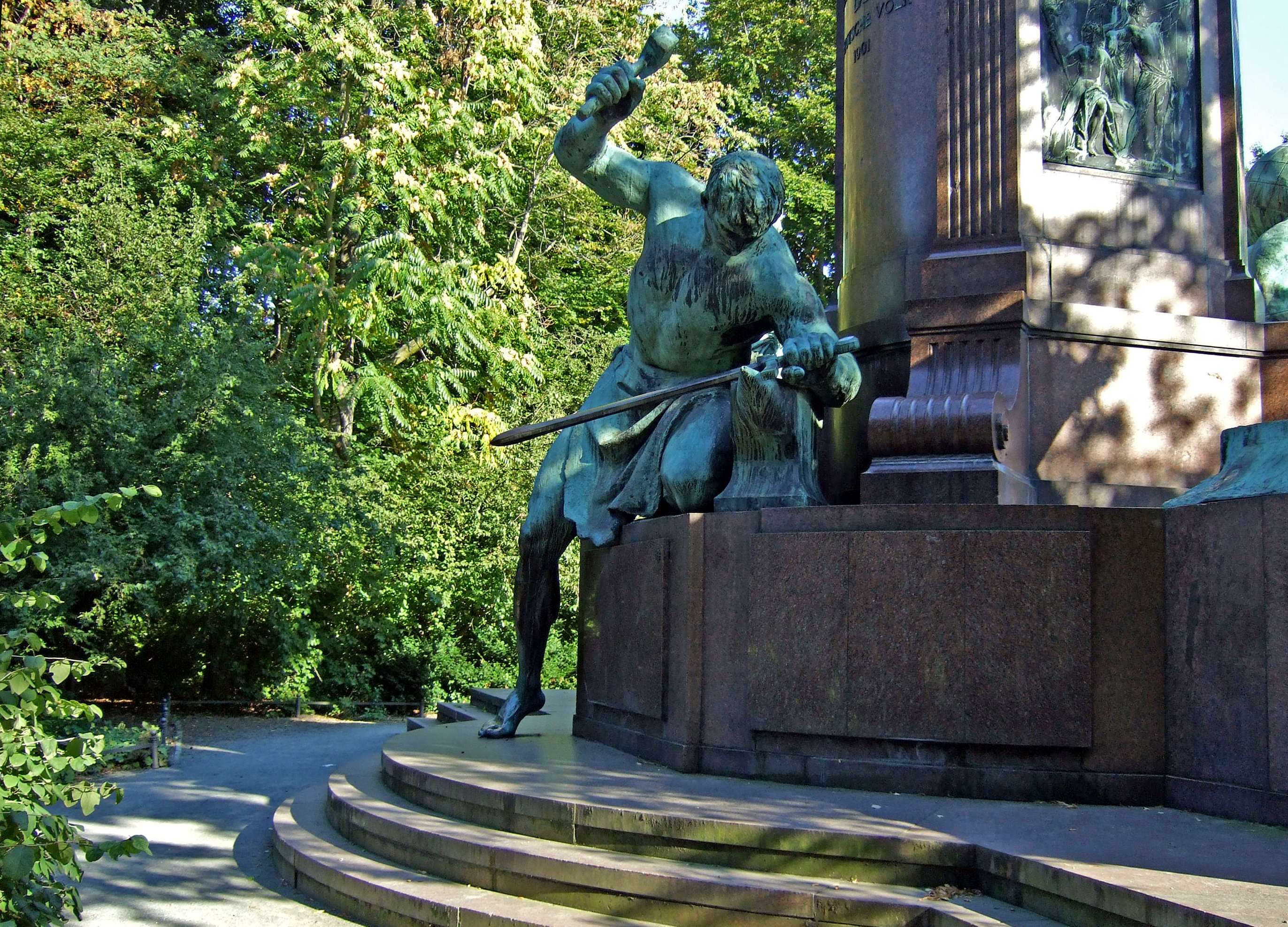
Siegfried auf der Rückseite

## Bewertungen
Nach der Enthüllung wurde das Bismarck-Nationaldenkmal eher positiv bewertet. Der Kunsthistoriker Alfred Gotthold Meyer lobte in seiner Monografie über Reinhold Begas 1901 die Bismarckfigur: „… und gerade für dieses Denkmal war niemand besser vorbereitet als Begas. Bismarcks Persönlichkeit war ihm wohl vertraut. Den gewaltigen Kopf hatte er als Büste wiederholt modelliert, die Studien für das Standbild noch zuletzt in Friedrichsruh selbst vertieft. So schuf er ein Bildnis voll Wahrheit, bis zu der für Bismarck eigentümlichen Nackenbewegung, die den Kopf mit einem kurzen Ruck nach hinten warf, und bis zu der höchst charakteristischen Spreizung der Finger. Es ist trotz der summarischen Behandlung der Uniform zweifellos die „ähnlichste“ Bismarckstatue, die wir besitzen.“ Der Baedeker-Reiseführer ‚Berlin und Umgebung‘ in der Ausgabe von 1921 kritisierte dagegen die Begleitfiguren und Sockelreliefs als „weniger verständlich, inhaltlich z. T. unbedeutend und skizzenhaft ausgeführt“.
Das Bismarck-Nationaldenkmal ist das letzte große Werk von Reinhold Begas und steht nach dem Verlust der Siegesallee und des Kaiser-Wilhelm-Nationaldenkmals stellvertretend für die Erinnerungskultur der Wilhelminischen Zeit.